# 映像情報メディカル
『映像情報メディカル』（えいぞうじょうほうめでぃかる）は、産業開発機構株式会社より刊行されている学術誌。1969年に創刊された。各種画像診断の臨床研究や、それらを総合的にとり上げて、診断・治療に役立たせる総合画像診断学を中心に、実際の臨床診断例や、画像医学の動向、それに画像医学技術に関する諸問題の検討など、ソフトとハードの両面から立体的に紹介。『映像情報インダストリアル』は姉妹誌。